# ダニアン
| 累代        | 代     | 紀       | 世     | 期                   | 基底年代 Mya |
| ----------- | ------ | -------- | ------ | -------------------- | ------------ |
| 顕生代      | 新生代 | 第四紀   | 完新世 | メガラヤン           | 0.0042       |
| 顕生代      | 新生代 | 第四紀   | 完新世 | ノースグリッピアン   | 0.0082       |
| 顕生代      | 新生代 | 第四紀   | 完新世 | グリーンランディアン | 0.0117       |
| 顕生代      | 新生代 | 第四紀   | 更新世 | 後期更新世           | 0.129        |
| 顕生代      | 新生代 | 第四紀   | 更新世 | チバニアン           | 0.774        |
| 顕生代      | 新生代 | 第四紀   | 更新世 | カラブリアン         | 1.8          |
| 顕生代      | 新生代 | 第四紀   | 更新世 | ジェラシアン         | 2.58         |
| 顕生代      | 新生代 | 新第三紀 | 鮮新世 | ピアセンジアン       | 3.6          |
| 顕生代      | 新生代 | 新第三紀 | 鮮新世 | ザンクリアン         | 5.333        |
| 顕生代      | 新生代 | 新第三紀 | 中新世 | メッシニアン         | 7.246        |
| 顕生代      | 新生代 | 新第三紀 | 中新世 | トートニアン         | 11.63        |
| 顕生代      | 新生代 | 新第三紀 | 中新世 | サーラバリアン       | 13.82        |
| 顕生代      | 新生代 | 新第三紀 | 中新世 | ランギアン           | 15.97        |
| 顕生代      | 新生代 | 新第三紀 | 中新世 | バーディガリアン     | 20.44        |
| 顕生代      | 新生代 | 新第三紀 | 中新世 | アキタニアン         | 23.03        |
| 顕生代      | 新生代 | 古第三紀 | 漸新世 | チャッティアン       | 27.82        |
| 顕生代      | 新生代 | 古第三紀 | 漸新世 | ルペリアン           | 33.9         |
| 顕生代      | 新生代 | 古第三紀 | 始新世 | プリアボニアン       | 37.8         |
| 顕生代      | 新生代 | 古第三紀 | 始新世 | バートニアン         | 41.2         |
| 顕生代      | 新生代 | 古第三紀 | 始新世 | ルテシアン           | 47.8         |
| 顕生代      | 新生代 | 古第三紀 | 始新世 | ヤプレシアン         | 56           |
| 顕生代      | 新生代 | 古第三紀 | 暁新世 | サネティアン         | 59.2         |
| 顕生代      | 新生代 | 古第三紀 | 暁新世 | セランディアン       | 61.6         |
| 顕生代      | 新生代 | 古第三紀 | 暁新世 | ダニアン             | 66           |
| 顕生代      | 中生代 | 中生代   | 中生代 |                      | 251.902      |
| 顕生代      | 古生代 | 古生代   | 古生代 |                      | 541          |
| 原生代      | 原生代 | 原生代   | 原生代 |                      | 2500         |
| 太古代      | 太古代 | 太古代   | 太古代 |                      | 4000         |
| 冥王代      | 冥王代 | 冥王代   | 冥王代 |                      | 4600         |
| 1. 2. 3. 4. |        |          |        |                      |              |

ダニアン(英：Danian (age/stage)、ダン期/階)は、66.0百万年前〜61.6百万年前にあたる、古第三期暁新世の地質時代の一つ。
模式地は、デンマークのステウンス・クリントとFaxoeである。名称はデンマークのラテン語名に由来する。

## 層序学上の定義
ダニアンは、スイスの地質学者Pierre Jean Édouard Desor (1811 – 1882)が1847年に発表した論文によって紹介された。Danianの名はデンマークのラテン名に由来している。1868年、曉新統最下部として定義されたモンティアン（ベルギーでの層序に基づく。その名はモンス市に由来する）は、ダニアンと同義と見なされており、現在、その名は使用されていない。
ダニアン階の基底は、世界中のK-T境界を特徴づけたイリジウム濃集層によって定義される。チュニジアのEl Kef近くで観察されるK-T境界粘土層が、ダニアン階基底の模式地(Global Boundary Stratotype Section and Point)として指定されている。ダニアン階最上部（すなわちセランディアン基底）は、海洋生層序から、生層序帯NP4とNP5の境界にほぼ一致する。それは、Fasciculithus属の石灰質ナノプランクトン (F. ulii, F. billii, F. janii, F. involutus, F. tympaniformis and F. pileatus)の出現の少し後、石灰質ナノプランクトンの一種であるNeochiastozygus perfectusの出現とほぼ同じである。

## 概説
ダニアン期の最初期の数十年間に相当な気候的変化があった。その期間を除くとダニアン期の気候は白亜紀と同様に温暖であったと見られる。
鳥類を除く恐竜は絶滅し、哺乳類やその他の陸上動物（爬虫類・両生類等）は小型のものしか存在していなかった。ダニアン期では、最も大きな陸上動物でも現代の大きな猫を上回らなかった。恐竜絶滅後の空白を埋める哺乳類の進出はまだ目立っていない。しかし、この時期、哺乳類の大部分の目は既に現れていた。
一方、オーストラリアの周りの地域で、現代の鳥の多数の血統が生き残った。
ダニアン期の化石は海中の有孔虫を除いて発見されることは稀である。特に陸上動物の化石は歯以外はほとんど発見されていない。
海は白亜紀末期と同じ状態であったが、海洋爬虫類が絶滅したため白亜紀より遥かに少ない種類と数の生物が存在し、それらは小さかった。
ただし、最初の7万年間は海洋無酸素事変があった。
恐竜が白亜紀末期を乗り越え新生代に生き延びた可能性が示唆される化石が幾つか見つかっている。K-T境界の70万年後とされる北米の地層からアラモサウルスの化石が見つかっている。また、ヨーロッパ（フランス）ではこれより更に新しい約6300万年前とされる地層から、ヒプセロサウルスの卵とされる化石が発見されている。恐竜がいつまで生きていたかは、現時点では明らかになっていないが、恐竜が白亜紀末期を生き延びていたことを示唆する化石証拠とされるものも精々ダニアン期に留まり、以降、その痕跡は途絶えている。